# نيل أليسون
نيل أليسون (بالإنجليزية: Neil Allison)‏ (20 أكتوبر 1973 بكينغستون أبون هال في المملكة المتحدة - ) هو لاعب كرة قدم بريطاني في مركز الهجوم. لعب مع سويندون تاون ونادي تشيسترفيلد ونادي سليغو روفرز وهال سيتي ونادي غاينسبورو ترينيتي وNorth Ferriby United A.F.C. ‏ وأوست تاون ‏ ونادي جيزيلي ‏.

## وصلات خارجية
- نيل أليسون على موقع Soccerbase.com (لاعب) (الإنجليزية)